# Zima
Zima (russisk: Зима, tr. Zima; dansk: ~ vinter) er en by i Irkutsk oblast, Sibiriske føderale distrikt i Den Russiske Føderation omkring 280 kilometer nordvest for oblastens administrative center, Irkutsk. Byen har 30.640(2021) indbyggere og blev grundlagt i 1743 .

## Geografi
Byen ligger i luftlinje 230 km nordvest for Irkutsk, på venstre bred af floden Oka ved udmundingen af floden Zima.

### Klima
Klimaet er ekstremt fastlandsklima, med temperaturer der variere fra -50 °C om vinteren til +40 °C om sommeren.

## Historie
Landsbyen "Staraja Zima" (Старая Зима; ”Gammel Zima”) blev grundlagt i 1743 . I 1772 voksede bebyggelsen i forbindelse med oprettelsen af et hestespor fra Moskva, der krydsede Okafloden. Zima forblev indtil 1900-tallet hovedsageligt en mindre landsby. I 1898 blev den transsibiriske jernbane anlagt gennem landsbyen og en jernbanestation blev åbnet, og i 1922 blev byen tildelt bystatus.

### Indbyggerudvikling
| År   | Indbyggertal |
| ---- | ------------ |
| 1939 | 27.556       |
| 1959 | 38.549       |
| 1970 | 41.567       |
| 1979 | 48.097       |
| 1989 | 41.814       |
| 2002 | 34.899       |
| 2010 | 32.508       |

Note: Data fra folketællinger

## Kendte personer fra Zima
- Jevgenij Jevtusjenko (født 1933), digter og forfatter
- Nikolaj Ljaschtschenko (1910–2000), sovjetisk general og Sovjetunionens helt
- Alexander Zaïd (1886–1938), pioner og helt for den tidlige jødiske bevægelse i Palæstina